# Neophema chrysogaster
Il pappagallo panciarancio (Neophema chrysogaster (Latham, 1790)) è un rarissimo uccello della famiglia degli Psittaculidi endemico delle regioni meridionali dell'Australia.

## Descrizione

### Dimensioni
Misura 20-21 cm di lunghezza, per circa 42 g di peso.

### Aspetto
Nei pappagalli panciarancio, il vertice, la nuca e la mantellina sono di colore verde brillante, con una banda frontale blu scuro a cui fa seguito una macchia posteriore di un blu più chiaro che non si estende oltre l'occhio.
La faccia e le redini sono di colore verde giallastro. È presente una banda alare verde e blu ben evidente, dovuta al colore verde dei vessilli interni delle copritrici alari e azzurro di quelli esterni. Le copritrici alari sono blu scure. Le remiganti primarie nere hanno bordi esterni blu con dei sottili margini gialli. Le secondarie hanno il bordo verde.
La parte inferiore delle ali è blu. Il colore verde del petto si fonde con il giallo-verde delle sotto-caudali. Il ventre è fortemente macchiato di arancio. La parte superiore della coda è verde con la punta blu. Le rettrici laterali gialle hanno la base blu-verdastra. Il becco e l'iride sono neri, le zampe grigie.
La femmina ha una colorazione meno sgargiante di quella del maschio, ed inoltre ha la banda frontale di una sola tonalità di colore e una macchia arancio sul ventre più piccola. Nei giovani, la banda frontale è a malapena visibile, ma la banda alare è molto evidente e il becco è di colore chiaro.

### Voce
In caso di allarme, i pappagalli panciarancio emettono un ronzio molto caratteristico prodotto dalla ripetizione di un coppio chitter-chitter, la cui tonalità è piuttosto rauca e metallica. Questi piccoli uccelli producono anche alcune note squillanti. La ricerca del cibo è accompagnata da dolci trilli. Il richiamo di contatto in volo è uno tzit abbozzato che viene lanciato ogni pochi secondi.

## Biologia

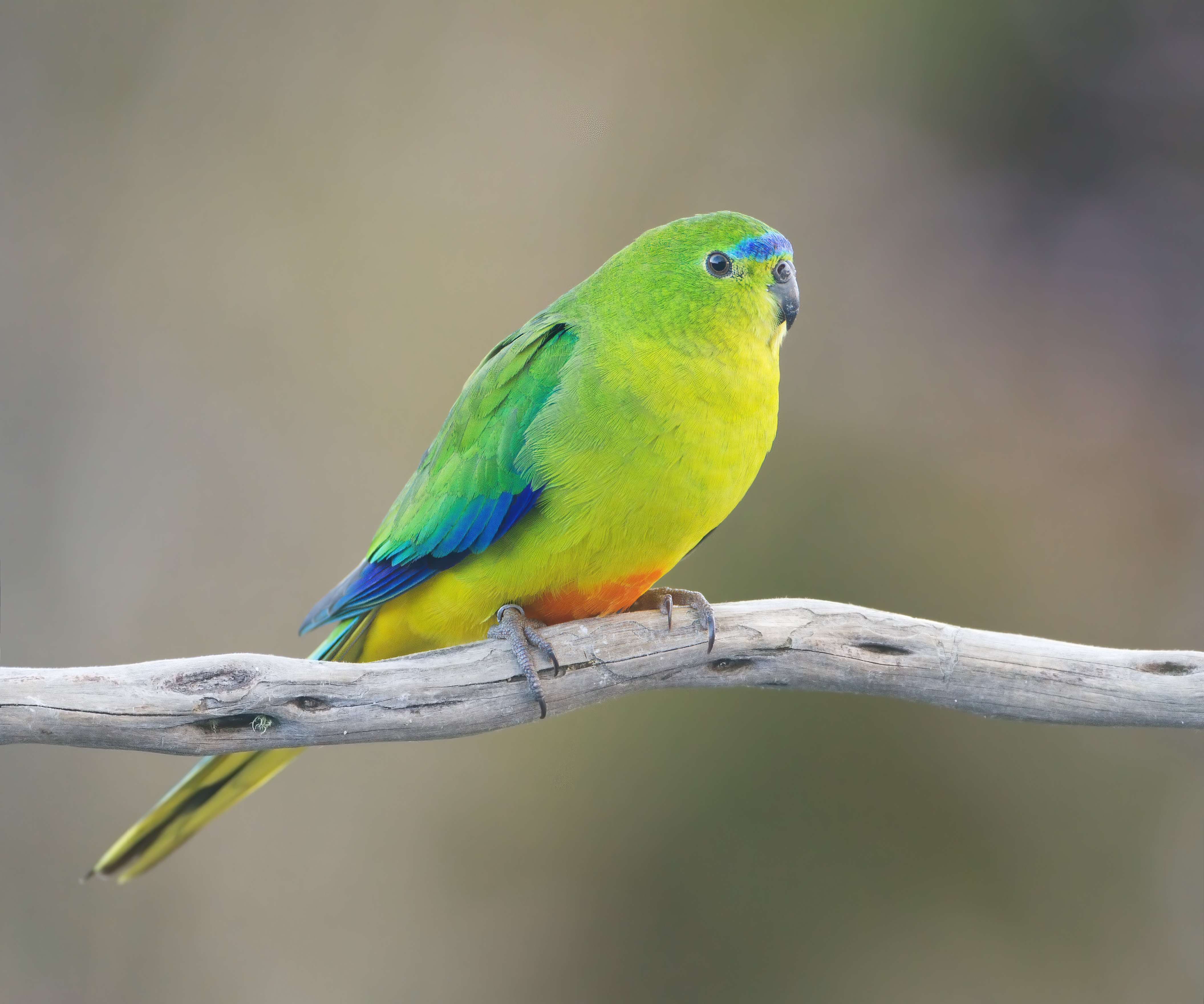
Una femmina.

I pappagalli panciarancio sono per lo più migratori notturni, ma la cattura di alcuni esemplari da parte di predatori diurni come i falchi pellegrini dimostra che alcuni spostamenti possono avvenire anche durante il giorno. Durante la migrazione che porta questi uccelli dalla Tasmania fino alle regioni meridionali dell'Australia attraverso lo stretto di Bass, il tasso di mortalità è piuttosto elevato, ma questi pappagalli sono in grado di dispiegare un'energia notevole per sfuggire ai pericoli che incontrano.

### Alimentazione
In primavera i pappagalli panciarancio si nutrono soprattutto di vegetali. Mangiano soprattutto i semi di carice e le parti più adatte delle erbe dei generi Boronia o Actinotus. Agli inizi dell'inverno, la dieta, pur rimanendo vegetariana, subisce alcune trasformazioni. In tale periodo dell'anno, infatti, i pappagalli si nutrono anche di kelp in decomposizione, di semi di graminacee e di altre erbe e di piante alofile, vale a dire quelle che si sono adattate ad ambienti salini, come la salicornia. Una parte importante della dieta è costituita inoltre da chenopodi e da porcellane di mare (Atriplex). Anche le piante introdotte, come il ravastrello (Cakile maritima), sono molto apprezzate.

### Riproduzione
In Tasmania, unico luogo dove la specie nidifica, la deposizione ha luogo in novembre e dicembre. I pappagalli panciarancio nidificano all'interno di cavità naturali, tra gli 8 e i 25 metri di altezza, su alberi di eucalipto ancora in vita (Eucalyptus nitida e, più raramente, Eucalyptus ovata). Il nido viene talvolta occupato per diversi anni consecutivi. I legami coniugali sono forti e talvolta durano tutta la vita. Ciascuna covata comprende da 3 a 6 uova che vengono incubate per 21 giorni in cattività. I pulcini sono nidicoli e rimangono nel nido per almeno 5 settimane.

## Distribuzione e habitat

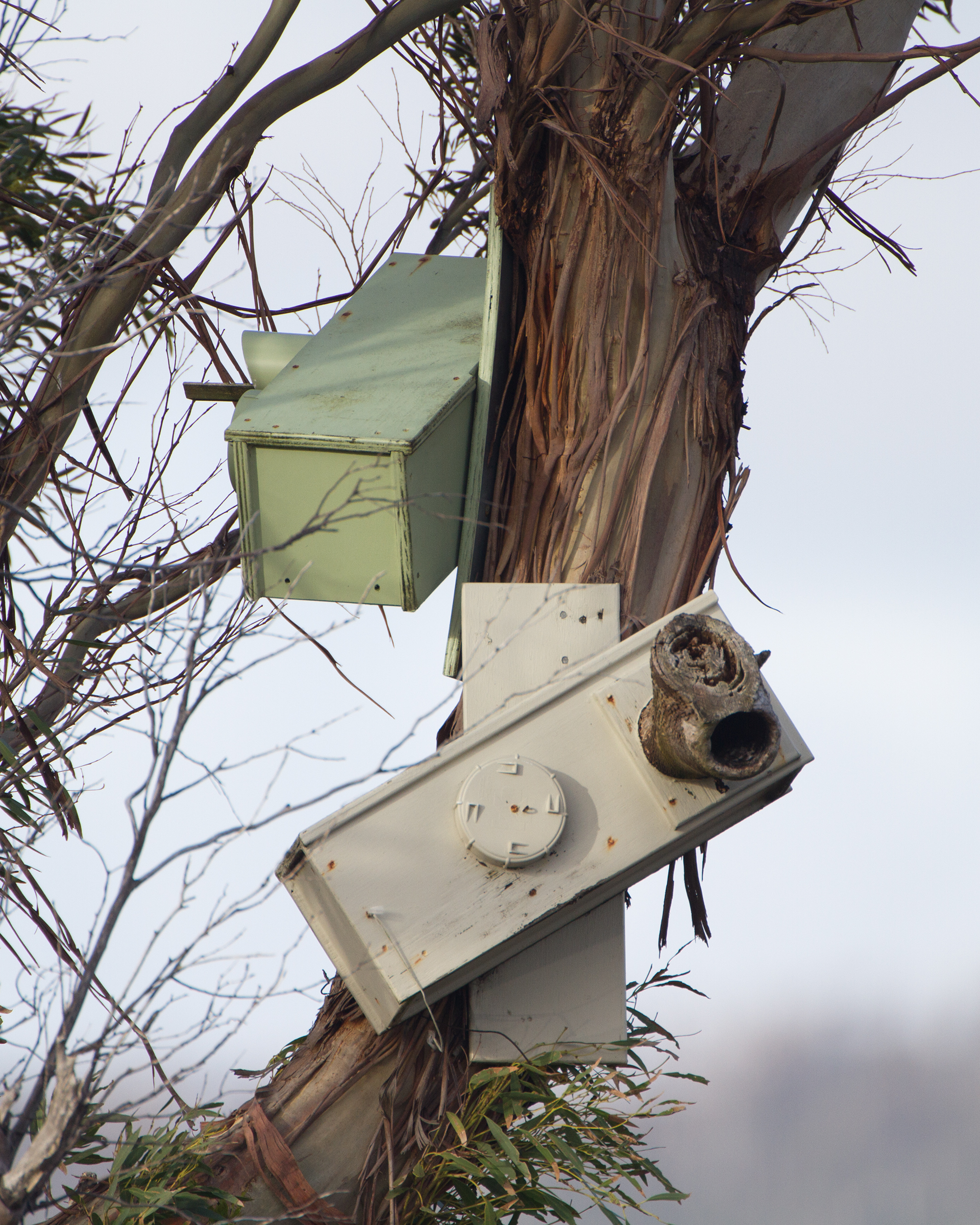
Scatole-nido per i pappagalli a Melaleuca (Tasmania sud-occidentale).

I pappagalli panciarancio sono endemici del sud dell'Australia. Nidificano esclusivamente sulla costa sud-occidentale della Tasmania, nella regione di Melaleuca. Quando la stagione riproduttiva è terminata, attraversano lo stretto di Bass e raggiungono il sud del continente passando per l'isola di King. Durante il periodo invernale, occupano un gran numero di piccole aree frammentate nell'Australia sud-orientale (principalmente nel sud-est dell'Australia Meridionale e nel sud dello stato del Victoria). La specie è monotipica.
Durante la stagione di nidificazione, i pappagalli panciarancio si insediano soprattutto tra la vegetazione che cresce lungo le sponde di insenature e lagune, in luoghi dove le distese di carici si associano a praterie aperte composte da erba tussock. Questi uccelli amano nidificare su alberi cedui. Vanno in cerca di nutrimento nelle brughiere dominate da Ciperacee, specialmente nei luoghi che hanno subito un incendio nel corso degli ultimi 15 anni.
Durante il periodo invernale, i pappagalli panciarancio non si allontanano mai più di 10 chilometri dalla costa. Possono essere quindi avvistati nelle paludi salmastre dove crescono salicornie dei generi Salicornia e Arthrocnemum. In questo periodo dell'anno, vivono anche tra le dune. Durante i periodi di penuria alimentare, frequentano le boscaglie, i terreni recintati, i pascoli e, talvolta, anche i campi da golf.

## Conservazione
La IUCN classifica il pappagallo panciarancio come «specie in pericolo critico» (Critically Endangered). Negli anni '90, quando il numero di esemplari era stabile sulle 120 unità prima della nidificazione e sulle 170 dopo quest'ultima, veniva considerato semplicemente come «specie in pericolo». Ancora nel 2005 erano stati censiti 150 esemplari, ma nel 2013 ne rimanevano solo 44, riuniti in un'unica popolazione che nidifica a Melaleuca, nella Tasmania sud-occidentale. Si prevede che la specie sarà estinta nel giro di 3-5 anni se non vengono adottati provvedimenti. Nel 2010-2011 furono presi 21 nuovi nati per un programma di riproduzione in cattività, ma tutti i precedenti rilasci in natura erano purtroppo falliti. Al momento attuale la popolazione in cattività conta 160-170 individui tutti imparentati poiché discendenti da soli 6 esemplari, e questo sembra provocare problemi di fertilità.
Le cause del declino sono da ricercarsi principalmente nella degradazione e frammentazione dell'habitat in Australia e nella competizione con gli storni portati dall'Europa. Il rischio che un virus spazzi via la colonia superstite è molto elevato.